# Томер-Йерушальми, Ифат
Ифа́т То́мер-Йеруша́льми (ивр. יפעת תומר-ירושלמי‎; род. 12 мая 1974, Нетания, Израиль) — генерал-майор Армии обороны Израиля; нынешняя Главный военный прокурор Армии обороны Израиля, первая женщина на этом посту и вторая женщина со званием генерал-майора (алуф) армии в истории Израиля.

## Биография
Ифат Томер (в замужестве: Томер-Йерушальми) родилась и выросла в Нетании в семье Ицхака и Ницы Томер.
Изучала юриспруденцию на факультете юриспруденции Еврейского университета в Иерусалиме в рамках программы «академического резерва» (ивр. העתודה האקדמית‎), позволяющей получение отсрочки от службы в армии ради получения высшего образования для дальнейшей службы в армии по полученной специальности.

### Военная карьера
По получении степени бакалавра юриспруденции с отличием в 1996 году Томер поступила на службу в Военной прокуратуре в Армии обороны Израиля.
Начала службу в Главном военном обвинении, где служила в должности военного обвинителя и старшей помощницы Главного военного обвинителя с 1996 по 1999 год. В 1997 году получила лицензию на право занятия адвокатской деятельностью, а в 1999 году получила степень магистра юриспруденции Тель-Авивского университета, окончив с отличием учёбу, которую проходила параллельно службе.
В дальнейшем, с 2000 по 2002 год, в разгар Второй палестинской интифады, служила юридической помощницей Главного военного прокурора, генерал-майора Менахема Финкельштейна.
В 2002 году выехала на учёбу на степень магистра Школы Военной прокуратуры США в Шарлотсвилле, штат Виргиния, окончила учёбу с особым отличием. С 2003 по 2005 год была заместителем Главного прокурора Центрального военного округа, а с 2006 по 2007 год — главой отдела правового надзора Военной прокуратуры. В должности главы отдела правового надзора выступала в 2007 году от имени Главного военного прокурора в особой военной комиссии под руководством бригадного генерала запаса Амнона Страшнова, постановившей разжаловать в рядовые полковника запаса Эльханана Тенебойма, похищенного в Ливане при попытке заключения сделки по торговле наркотиками и выторгованного Израилем у ливанских похитителей в рамках обмена заключёнными.
С 2007 по 2008 год служила главой отдела законодательства и СМИ в Департаменте юридической консультации и законодательства Военной прокуратуры.
В 2008 году была назначена судьёй окружного военного суда по округам Генштаба, Центрального военного округа, Командования тыла и ВВС. В 2012 стала заместителем председателя окружного военного суда по округам Генштаба и Командования тыла. Также прошла курс «Афек» Межвойскового колледжа полевого и штабного командного состава Армии обороны Израиля.
В 2015 вернулась на службу в Военную прокуратуру, где была назначена главой Департамента юридической консультации и законодательства в звании полковника.
В сентябре 2019 года была повышена в звании до бригадного генерала и назначена советницей Начальника Генштаба армии по вопросам гендера. Одной из инициатив Томер-Йерушальми, воплощённой на данном посту, стало учреждение армейского центра «Мецапим», оказывающего военнослужащим сверхсрочной службы поддержку в вопросах, связанных с беременностью, родительством и планированием семьи.

#### На посту Главного военного прокурора
15 июля 2021 года было опубликовано решение министра обороны Бени Ганца по рекомендации Начальника Генштаба генерал-лейтенанта Авива Кохави назначить Томер-Йерушальми Главным военным прокурором Армии обороны Израиля.
1 сентября 2021 года Томер-Йерушальми была повышена в звании до генерал-майора (алуф) и вступила на пост Главного военного прокурора, сменив на посту генерал-майора Шарона Афека, став первой женщиной на этом посту и второй женщиной в истории Израиля (после главы Управления кадров Генштаба армии, генерал-майора Орны Барбивай) в звании генерал-майора (алуф) армии.
На посту Главного военного прокурора Томер-Йерушальми высказывалась против ограничения полномочий судебной системы в рамках судебной реформы, задуманной правительством под руководством Биньямина Нетаньяху.
В ходе войны в Газе, начатой вследствие вторжения групп боевиков ХАМАС из сектора Газа 7 октября 2023 года, а также в рамках израильских военных действий на дополнительных фронтах в последовавший период, Военная прокуратура Израиля под командованием Томер-Йерушальми была активно вовлечена в сопровождение армейского командования и боевых подразделений Армии обороны Израиля, помимо прочего принимая участие в утверждении планов по нанесению ударов по целям противника на основании принципов международного гуманитарного права. Помимо прочего, по информации израильского журналиста Гая Асифа, в июле 2024 года Томер-Йерушальми дала правовую отмашку для нанесения удара по зданию, в котором находились командующий военным крылом организации ХАМАС Мухаммад Дейф и командир бригады «Хан-Юнис» организации, принимая во внимание ожидаемый сопутствующий ущерб, исчисляемый гибелью десятков гражданских лиц. С правового одобрения Томер-Йерушальми были сняты некоторые ограничения на нанесение ударов по целям противника, в том числе позволены удары по гражданским ведомствам властей ХАМАС в секторе Газа, а также возоблена прекращённая за несколько лет до этого на Западном берегу реки Иордан практика точечных ликвидаций против лидеров палестинских боевиков.
Томер-Йерушальми также консультировала армейское командование по вопросам, связанным с риском преследования со стороны Международного уголовного суда и других международных организаций. Как и Юридическая советница правительства Израиля Гали Бахарав-Миара, Томер-Йерушальми поддерживала идею учреждения комиссии по расследованию вопроса соблюдения международного права со стороны армейского командования и политического эшелона Израиля в ходе военных действий — шаг, помимо прочего, предназначенный ограничить вмешательство международных инстанций в расследование возможных нарушений ввиду уже начатого израильского расследования, однако призыв к учреждению комиссии не был принят израильским руководством.
По состоянию на конец 2024 года Военная прокуратура под руководством Томер-Йерушальми отдала распоряжение начать уголовное расследование в отношении около 85 инцидентов, а также провести дисциплинарный процесс в отношении около 220 инцидентов, из более 1 000 рассмотренных инцидентов, связанных с военными действиями в секторе Газа или содержанием палестинских боевиков, заключённых под стражу в ходе войны. Распоряжения Томер-Йерушальми начать уголовное расследование неоднократно вызывали общественный резонанс. Так, вследствие ареста солдата-резервиста по подозрению в физическом издевательстве над палестинскими заключенными в военном лагере Сде-Тейман, в адрес Томер-Йерушальми и других высокопоставленных офицеров Военной прокуратуры начали поступать угрозы, а вследствие ареста солдат по подозрению в изнасиловании заключённого в том же лагере в июле 2024 года около лагеря начались беспорядки, участники которых проникли на территорию лагеря и устроили там бесчинства.
Вследствие распоряжений Томер-Йерушальми в отношении израильских военнослужащих около её дома проводились демонстрации активистов правого лагеря, и охрана Томер-Йерушальми была усилена из-за поступающих в её адрес угроз и агрессивной риторики критиков её решений в социальных сетях. На фоне общественной дискуссии, в мае 2025 года, министр обороны Исраэль Кац запретил Томер-Йерушальми участвовать в конференции Коллегии адвокатов Израиля, на которой было запланировано её выступление, ранее одобренное Начальником Генштаба генерал-лейтенантом Эялем Замиром, по теме соблюдения израильской армией норм международного права в ходе боевых действий.

### Личная жизнь
Замужем, мать троих детей. Проживает в Рамат-ха-Шароне.

## Публикации
- Finkelstein M, Tomer Y. Система израильского военного правосудия — обзор текущей ситуации и взгляд в будущее (англ.) = The Israeli military legal system — overview of the current situation and a glimpse into the future // Air Force Law Review. — 2002. — Vol. 52. — P. 137—166. Архивировано 30 октября 2022 года.
- Tomer Y. Никто не брошен (англ.) = No one left behind // Military Law Review. — 2002. — Vol. 174. — P. 155—163. Архивировано 27 июля 2022 года.
- Томер-Йерушальми И, Поляк Р. Иммунитет внутреннего армейского расследования // Фестшрифт Менахема Финкельштейна — Право, оборона и литература = חסיון התחקיר הצבאי // ספר פינקלשטיין — משפט, ביטחון וספר (иврит) / под ред. Ш. Афека, О. Гросскопфа, Ш. Лифшица, Э. Шпигельмана. — Цафририм: Нево, 2020. — С. 169—202. — 864 с. — ISBN 9789654422109.
- Томер-Йерушальми И. חזון לשוויון בצה"ל [Видение равенства в Армии обороны Израиля] (ивр.). Исраэль ха-йом (20 марта 2020). Дата обращения: 30 апреля 2025. Архивировано 30 октября 2022 года.
- Томер-Йерушальми И, Поляк Р. Конституционные права военнослужащих Армии обороны Израиля — в честь 30-летия Основного закона: Достоинство и свобода человека (иврит) = זכויות חוקתיות של חיילים בצה"ל — במלאת 30 שנה לחוק יסוד: כבוד האדם וחירותו // Маарахот. — 2022. — P. 24—31. Архивировано из оригинала 29 октября 2022 года. (сноски к статье (Архивная копия от 29 октября 2022 на Wayback Machine))
- Tomer Yerushalmi Y. Цель победы и стремление к правосудию в ходе «Войны железных мечей» (англ.) = The Goal of Victory and the Pursuit of Justice in the 'Swords of Iron' War // Justice. — 2024. — No. 72. — P. 4—7. Архивировано 27 июля 2022 года.
- Томер-Йерушальми И. לחימה וניצחון בהתאם לדין [Ведение боевых действий и победа в соответствии с законом] (ивр.) (февраль 2024). Дата обращения: 30 апреля 2025. Архивировано 13 августа 2024 года.